# Carlos Alberto Naranjo
Carlos Alberto Naranjo fue un investigador argentino de Citogenética Vegetal, nació en Buenos Aires el 20 de junio de  1941 y falleció el 27 de enero de  2005. Cursó estudios secundarios en la Escuela Industrial de la Nación N.º 6, de donde egresó en 1958 como Técnico Mecánico. Ingresó en la Facultad de Ciencias Exactas y Naturales de la Universidad de Buenos Aires, egresando en 1968 como Licenciado en Ciencias Biológicas. Desde sus épocas de estudiante de Biología, se destacó por su interés en estudios de la Citogenética de las plantas, estimulado por su director, Profesor Dr. Juan Héctor Hunziker. Comenzó en 1969 sus publicaciones en esta área, trabajos que al fin de su vida pasarían del centenar. Se doctoró en 1985 en la misma Facultad, con una Tesis calificada Sobresaliente sobre Citogenética, Sistemática y Bioquímica de Bromus dirigida por el Profesor Dr. Juan H. Hunziker.
Paralelamente, completó su formación con Otto T. Solbrig (Harvard University, EE. UU.), Keith Jones (Jodrell Laboratory, Royal Botanic Gardens, Kew, Reino Unido) y Juan Ramón Lacadena (Universidad Politécnica de Madrid, España). Asimismo, investigó en la Universidad de Alcalá de Henares (España), en la Universidad Nacional Autónoma de México y en la Universidad de La Trobe (Victoria, Australia).
Investigó diversas familias de plantas superiores, entre ellas las Gramíneas, Amaryllidaceae, Fabaceae, Zygophyllaceae, entre otras. En estas temáticas, asimismo participó y dirigió numerosos viajes de colección por Argentina y países limítrofes.
Fue Profesor Asociado de la Cátedra de Genética Básica y culminó su carrera docente en la Universidad Nacional de La Plata ejerciendo como Profesor Titular.

## Algunas publicaciones
Algunas de las publicaciones de Carlos Naranjo son las siguientes:
- Naranjo, C. A. 1969. Cariotipo de nueve especies argentinas de Rhodophiala, Hippeastrum, Zephyranthes, Habranthus (Amaryllidaceae). Kurtziana 5: 67-87.
- Hunziker, J. H., C. A. Naranjo & Zeiger, F. 1973. Las relaciones evolutivas entre Hordeum compressum y otras especies americanas afines. Kurtziana 7: 7-26.
- Naranjo, C. A. 1974. Karyotype of four Argentine species of Habranthus and Zephyranthes (Amaryllidaceae). Phyton 32: 61-71.
- Naranjo, C. A. 1975. Chromosomal studies in Hypoxis L. I. Karyotype of Hypoxis decumbens L. (Hypoxidaceae). Phyton 33: 45- 49.
- Naranjo, C. A.& Andrada, A. B. 1975. El cariotipo fundamental del género Hippeastrum Herb. (Amaryllidaceae). Darwiniana 19: 556- 582.
- Hunziker, J. H., Naranjo, C. A., Andrada, A. B., Itria, C.D. & Costas, M. 1975. Natural hybridization between Hordeum parodii and H. jubatum: a morphological, cytogenetics and protein electrophoretic study. Cytologia 40: 649-662.
- Poggio, L., Naranjo, C. A., Palacios, R. A. & Andrada, A. B. 1975. Cytogenetics of some species and natural hybrids in Prosopis (Leguminosae). Canadian Journal of Genetics and Cytology 17: 253-262.
- Naranjo, C. A., Mola, L. M., Poggio, L. & Múlgura de Romero, M. 1982. Estudio citotaxonómicos y evolutivos en especies herbáceas sudamericanas de Oxalis (Oxalidaceae). Boletín de la Sociedad Argentina de Botánica 20: 183- 200.
- Naranjo, C. A., Poggio, L. & Brandham, P. E. 1983. A practical method of chromosome classification on basis of centromere position. Genetica 62: 51-63.
- Naranjo, C. A., Poggio, L. & Enus Zeiger, S. 1984. Phenol Chromatography, Morphology and Cytogenetics in three Species and Natural Hybrids of Prosopis (Leguminosae), Mimosoideae). Plant Systematics and Evolution 144: 257-276.
- Naranjo, C. A. 1985. Estudios citogenéticos, bioquímicos y sistemáticos en algunas especies americanas del género Bromus (GRAMINEAE). Tesis Doctoral. Facultad de Ciencias Exactas y Naturales. Universidad de Buenos Aires. Buenos Aires, Argentina. 219 p.
- Poggio, L., Molina, M. C. & Naranjo, C. A. 1990. Cytogenetics studies in the genus Zea. 2. Colchicine induced multivalents. Theoretical and Applied Genetics 79: 461-464.
- Naranjo, C. A., Arias, F. H., Gil, F. E. & Soriano, A. 1990. Bromus pictus of the B.setifolius complex (Section Pnigma): Numerical taxonomy and chromosome evidence for species rank. Canadian Journal of Botany 68: 2493-2500.
- Naranjo, C. A. 1992. Estudios biosistemáticos en especies de Bromus (Sección Ceratochloa, Poaceae). I. Sistemas reproductivos y barreras de aislamiento. Darwiniana 31: 173-183.
- Palermo, A. M., Ferrari, M. R. & Naranjo, C. A. 2001. The male meiotic system in three South American Species of Vicia (Fabaceae). Cytologia 66: 261- 267.
- Ferrari, M. R., Greizerstein, E., Naranjo, C. A., Paccapelo, H. A. & Poggio, L. 2001. Caracterización bioquímica de Tricepiro: electroforesis de gluteninas de alto peso molecular. Boletín de la Sociedad Argentina de Botánica 36: 297-303.
- Gonzalez, G., Confalonieri, V., Comas, C., Naranjo, C. A. & Poggio, L. 2004. GISH reveals cryptic genetic differences between maize and its putative wild progenitor Zea mays ssp. parviglumis. Genome 47: 947-952.